# Юзько, Александр Михайлович
Александр Михайлович Юзько (род. 10 августа 1954) — президент Украинской ассоциации репродуктивной медицины, доктор медицинских наук, профессор, лауреат Государственной премии Украины в области науки и техники за работу «Вспомогательные репродуктивные технологии лечения бесплодия», заведующий кафедрой акушерства и гинекологии факультета последипломного образования и проректор по развитию Буковинского государственного медицинского университета, научный руководитель и главный врач коллективного заведения охраны здоровья «Медицинский центр лечения бесплодия» в Черновцах.

## Карьера
В 1977 г. закончил Винницкий медицинский институт им. Н. И. Пирогова, получил диплом врача-лечебника. С 1981 г. ассистент кафедры акушерства и гинекологии ФУЛ Винницкого медицинского института в г. Хмельницком. В 1984 г. защитил кандидатскую диссертацию, доцент с 1990 года. Докторскую диссертацию защитил в 1994 году, профессор с 1996 года. В январе 1995 года был избран по конкурсу на должность заведующего кафедрой акушерства и гинекологии Черновицкого медицинского института. С 2005 года заведующий кафедрой акушерства и гинекологии № 1 Национальной медакадемии последипломного образования им. П. Л. Шупика (Киев). Профессор А. М. Юзько — член Европейской ассоциации гинекологов и акушеров, Европейской ассоциации репродукции человека и эмбриологии, Нью-йоркской академии, Украинского всемирного врачебного общества.

## Научные степени
С 1984 года — кандидат медицинских наук, с 1990 года — доцент, врач акушер-гинеколог высшей категории. С 1994 года — доктор медицинских наук, с 1995 года — профессор. С 1999 года избран академиком Украинской академии наук национального прогресса по специальности «Медицина». Избран президентом Украинской ассоциации репродуктивной медицины, проректором по развитию Буковинского государственного медицинского университета. В 2004 году решением Центральной Аттестационной Комиссии МЗ Украины Юзько А. М. подтверждена высшая квалификационная категория по специальности «Акушерство и гинекология».

## Организаторская деятельность
В 1994 избран по конкурсу заведующим кафедрой акушерства и гинекологии № 1 Буковинской государственной медицинской академии. С 2005 года — заведующий кафедрой акушерства и гинекологии № 1 Национальной медакадемии последипломного образования им. П. Л. Шупика (Киев). С 2011 по 2024 гг. — заведующий кафедрой акушерства и гинекологии факультета последипломного образования и проректор по развитию Буковинского государственного медицинского университета

## Научная деятельность
Большое внимание Юзько А. М. уделяет воспитанию и обучению молодых врачей. Ежегодно им проводится более 20 семинаров и прочитывается более 10—15 лекций с актуальных вопросов акушерства и гинекологии. Юзько Александр Михайлович ввёл в практическую медицину целый ряд новых гинекологических операций. Большинство гинекологических операций выполняются с помощью лапароскопа.
Впервые в западном регионе ввел методику искусственного оплодотворения при лечении бесплодия. Также является вице-президентом Украинской ассоциации менопаузы и репродуктивного здоровья женщины, членом Европейской ассоциации менопаузы, Европейской ассоциации иммунологии и репродукции человека, Украинской ассоциации репродукции человека, сопредседатель Черновицкой ассоциации акушеров-гинекологов, неоднократный участник национальных и международных научных форумов. Академик Украинской академии наук национального прогресса. Автор более 170 печатных работ.
Стажировался в Германии, Австрии, Голландии, Франции. Впервые в западном регионе ввел методику искусственного оплодотворения при лечении бесплодия. Также является вице-президентом Украинской ассоциации менопаузы и репродуктивного здоровья женщины, членом Европейской ассоциации менопаузы, Европейской ассоциации иммунологии и репродукции человека, Украинской ассоциации репродукции человека, сопредседатель Черновицкой ассоциации акушеров-гинекологов, неоднократный участник национальных и международных научных форумов.

## Методическая деятельность
Научный руководитель 10 кандидатских диссертаций. Имеет около 300 печатных работ, в том числе 6 монографий, 14 учебников и учебных руководств/пособий, электронную книгу и 18 видеофильмов. Ежегодно им проводится более 20 семинаров и прочитывается более 10—15 лекций с актуальных вопросов акушерства и гинекологии.

## Награды
Является лауреатом Государственной премии в области науки и техники 2011 года. Распоряжением Председателя Верховной Рады Украины № 321 от 8 апреля 2011 за весомый личный вклад в развитие медицинского образования и науки, подготовку высококвалифицированных медицинских кадров, многолетний добросовестный труд и высокий профессионализм награждён Почетной грамотой и медалью Верховной Рады Украины «За особые заслуги перед украинским народом».